# 権官
権官（ごんかん）は、朝廷の官職について、正規の員数を越えて任命する官職。「権」は「仮」という意味。平安時代に多用された。奈良時代には員外官（いんがいかん）が任命された。
中央政府の次官以下（大納言、中納言など）、地方官（国司など）に置かれた。

## 解説
平安時代には、公卿においては多数の権官が存在し、権官の席は常時誰かに占められていたとも言える。その理由としては、藤原氏をはじめとして名家の子弟や家長などは、一定の年齢に達すると、その実力とは別に、自動的に官位が与えられるのが慣習となっていたが（蔭位の制）、官職には定員が決まっていたため、定員外の権官として官職を授けざるを得なかったという事情がある。
権官と正規の官のあいだで、例えば、大納言と権大納言を較べると、両者ともに同格の権力を有した場合と、一方は実権を持つが、他方は名前だけの官職であった例などがある。
大宰帥や国司のような地方官の権官は、左遷の形をとった実質的な流刑として任命されることがある。実質的流刑としての大宰権帥や権守・権介は実権を持たないが、一方で通常の職務を執行するために実権を伴う権官が赴任することもあり、職名だけでは区別がつかないため体面を気にするものもいた（平惟仲）。また公廨稲を支給するために勤務実態のない権官に就けることもあった。
高田与清（たかだ ともきよ）の『官職今案』によると、南北朝時代以降は、大納言や中納言は権官ばかりで正員がなくなった。
二官八省のカミ（大臣、卿）には権官はない。
江戸時代の武家官位は権官と同様に定員外で、また格式のみで実質はともなわない。ただしあくまで権守や権参議ではなく守や参議の名義で叙任され、納言は権官として任じられる(例:徳川光圀・徳川宗治→権中納言)。また将軍家は大臣・大将にも任じられている。
明治時代初期の太政官制では実務官吏としての権官が多数任命されている。

## 例
- 大納言 → 権大納言
- 中納言 → 権中納言
- 参議 → 権参議
- 少納言 → 権少納言
- 神祇官 → 神祇権大副、神祇権少副、神祇権大祐、神祇権少祐
- 八省 → 権大輔、権少輔
- 近衛府 →（左/右）近衛権中将、（左/右）近衛権少将
- 兵衛府 →（左/右）兵衛権佐、（左/右）兵衛権尉、百官名としては権兵衛（ごんのひょうえ）
- 衛門府 →（左/右）衛門権佐、（左/右）衛門権尉、百官名としては権左衛門、権右衛門
- 国司 → 権守（ごんのかみ）、権介（ごんのすけ）
- 僧正 → 権僧正
- 宮司・禰宜 → 権宮司・権禰宜 （神職#職階を参照）

## 無関係
- 権助 - 商家の下働き。または明治時代の官職。奏任官程度。